# Pres. Manuel A. Roxas
Pres. Manuel A. Roxas es un municipio de Segunda Clase de la provincia en Zamboanga del Norte, Filipinas. De acuerdo con el censo del 2000, tiene una población de 33,659 en 6,423 hogares. 

## Barangays
Pres. Manuel A. Roxas está políticamente subdividido en 31 barangays.
| - Balubo - Banbanán - Canibongán - Capase - Cape - Denomán - Dohinob - Galokso - Gubat - Irasán - Labakid | - Langatian - Lipakan - Marupay - Moliton - Nabilid - Panampalay - Pangologon - Piao - Piñalán - Piñamar | - Pongolán - Salisig - Sebod - Sibatog - Situbo - Tanayán - Tantingon - Alto Irasán - Alto Minang - Villahermoso |